# Municipio de Lubaczów
El municipio de Lubaczów es un municipio rural de Polonia, ubicado en el distrito homónimo del voivodato de Subcarpacia. Su sede administrativa es la ciudad de Lubaczów, que no pertenece al municipio y forma por sí misma un municipio urbano separado. Las principales localidades del municipio son los pueblos de Lisie Jamy y Basznia Dolna. En 2006 tenía una población de 9133 habitantes.
El municipio comprende los pueblos de Antoniki, Bałaje, Basznia Dolna, Basznia Górna, Borowa Góra, Budomierz, Dąbków, Dąbrowa, Hurcze, Huta Kryształowa, Karolówka, Krowica Hołodowska, Krowica Lasowa, Krowica Sama, Lisie Jamy, Młodów, Mokrzyca, Opaka, Piastowo, Podlesie, Szczutków, Tymce, Wólka Krowicka y Załuże.
Limita, además de con el término municipal de la capital municipal, con los municipios de Cieszanów, Horyniec-Zdrój, Oleszyce y Wielkie Oczy. Es además fronterizo con Ucrania.